# Anton Baierer
Anton Baierer (* 20. September 1931) ist ein ehemaliger deutscher Hochschulpräsident.

## Werdegang
Das Studium der Wirtschaftswissenschaften an der LMU München wurde als Diplom-Kaufmann und Diplom-Handelslehrer erfolgreich abgeschlossen.
Es folgten Lehrtätigkeiten an Landshuter Berufsschulen, als Professor an der Zweigstelle Landshut-Schönbrunn, der Fachhochschule Weihenstephan. Seit Gründung der Fachhochschule Landshut 1978 ist er deren Vizepräsident und Dekan des Fachbereiches Betriebswirtschaft.
Baierer war zunächst Vorsitzender des Strukturbeirats, dann Gründungsbeauftragter für die Fachhochschule Deggendorf. Von ihrer Gründung 1994 bis 30. September 1996 war er deren erster Präsident. Träger des Goldenen Ehrenrings der Stadt Deggendorf wurde er im Jahr 2000. Baierer wurde 2001 zum zweiten Ehrensenator der FH Deggendorf ernannt. 

## Ehrungen
- 1997: Verdienstkreuz am Bande der Bundesrepublik Deutschland
- 2000: Goldener Ehrenring der Stadt Deggendorf[1]
- 2001: Ehrensenator der Fachhochschule Deggendorf

## Schriften (Auswahl)
- Problematik der Müllbeseitigung dargestellt am Beispiel des Landkreises Deggendorf mit Ludwig Ried, 1974
- Der Flughafen München II als Standort- und Strukturfaktor für den Wirtschaftsraum Landshut, mit Manfred Mauser, 1989
- Die Versorgung der deutschen Wirtschaft mit mineralischen Rohstoffen und Energiegrundstoffen (Entwicklung in den Jahren 1972-1978), mit Franz Stömmer, 1980